# IC 3148
IC 3148 ist eine spiralförmige Zwerggalaxie vom Hubble-Typ SBd im Sternbild Jungfrau auf der Ekliptik. Sie ist schätzungsweise 107 Millionen Lichtjahre von der Milchstraße entfernt und hat einen Durchmesser von etwa 20.000 Lichtjahren. Unter der Katalogbezeichnung VCC 343 wird sie als Mitglied des Virgo-Galaxienhaufens aufgeführt.

Im selben Himmelsareal befinden sich u. a. die Galaxien NGC 4233, NGC 4276, IC 3131, IC 3150.
Das Objekt wurde am 20. November 1899 von Friedrich Karl Arnold Schwassmann entdeckt.